# Dragon Quest and Final Fantasy in Itadaki Street Portable
Dragon Quest and Final Fantasy in Itadaki Street Portable est un jeu vidéo de type party game sorti au Japon en 2006 sur PlayStation Portable, développé par Think Garage et édité par Square Enix. Il fait partie de la série Itadaki Street.